# رينيه لاكاي
رينيه لاكاي هو عازف أكورديون من منطقة لاريونيون ومقيم حاليًا في فرنسا. 
ولد في عائلة موسيقية وعلم نفسه العزف على الأكورديون في سن السابعة أثناء قيامه بجولة مع والده. 

## تسجيلاته
- أستر (1996)
- باتانبو (1999)
- ديجديج (2002)
- مابو (2004)
- كورديون كاميليون (2009)
- بوكسينا (2011)
- فانفاروني (2014)
- جاتير (2015)

## روابط خارجية
- موقع الفنان (باللغة الفرنسية)
- موقع الفنان على MySpace.com (باللغة الفرنسية)
- صفحة وكالة موسيقى رينيه لاكاي
- رينيه لاكاي على موقع Culturebase.net